# Cmentarz żydowski w Wierzbicy
Cmentarz żydowski w Wierzbicy – kirkut społeczności żydowskiej niegdyś zamieszkującej Wierzbicę. Powstał w XIX wieku. Został zniszczony podczas II wojny światowej. Nie zachowały się żadne nagrobki. Ocalały fragmenty murowanego ogrodzenia. W 1982 wzniesiono symboliczną bramę na cmentarz, lecz nie znajduje się ona w miejscu dawnego wejścia na cmentarz. Cmentarz znajduje się przy drodze prowadzącej z Wierzbicy do Radomia